# ناحية مركز القنيطرة
ناحية مركز القنيطرة إحدى نواحي سوريا تتبع إداريّاً لمحافظة القنيطرة منطقة القنيطرة ومركزها بلدة القنيطرة، بلغ تعداد سكان الناحية 4,318 نسمة حسب التعداد السكاني لعام 2004، غالبيّة أراضي ناحية مركز القنيطرة محتلة من قبل إسرائيل منذ حرب 1967 ومعظم بلداتها وقراها مُدمّرة.

## تجمعات ناحية مركز القنيطرة السكانية[1]
| التجمع السكاني    | عدد السكان |
| ----------------- | ---------- |
| بئر عجم           | 353        |
| بريقة             | 371        |
| الحميدية          | 1,243      |
| القحطانية         | 663        |
| القنيطرة          | 153        |
| رويحينة           | 1,168      |
| الصمدانية الغربية | 367        |